# 北西兰足球俱乐部
北西兰足球俱乐部（丹麥語：FC Nordsjælland，簡稱FCN）是位於丹麦西兰岛東北法鲁姆的一个足球俱乐部，成立于1991年。原名法鲁姆足球俱乐部（Farum Boldklub），2003年改为现名。北西兰队主场位于法鲁姆公园体育场，可容纳10,300名观众。球队以青训和攻势足球而著称。该队现参加丹麦足球超级联赛。

## 榮譽
- 丹麥足球超級聯賽
  - 冠軍：2011–12

- 丹麥盃
  - 冠軍：2009–10, 2010–11

## 著名球員

2019年前的俱乐部标志

- 安迪亞斯·比爾蘭
- 川口能活